# 南緯56度線
南緯56度線（なんい56どせん）は、 地球の赤道面より南に地理緯度にして56度の角度を成す緯線である。
この緯線は陸上を通過せず、全て海上を通過する。この緯度の下では、夏至点時の可照時間は17時間38分であり、冬至点時の可照時間は6時間57分である。

## 通過する地域一覧
南緯56度線は、本初子午線から東へ以下の公海を通過する。
| 地理座標                                              | 国土・領土・領海 | 備考                                             |
| ----------------------------------------------------- | ---------------- | ------------------------------------------------ |
| 南緯56度0分 東経0度0分 / 南緯56.000度 東経0.000度     | 大西洋           |                                                  |
| 南緯56度0分 東経20度0分 / 南緯56.000度 東経20.000度   | インド洋         |                                                  |
| 南緯56度0分 東経147度0分 / 南緯56.000度 東経147.000度 | 太平洋           | チリ、オルノス島（ホーン岬）のちょうど南を通る。 |
| 南緯56度0分 西経67度16分 / 南緯56.000度 西経67.267度  | 大西洋           |                                                  |